# Maison Ackerman
Pour les articles homonymes, voir Ackerman.
 (août 2018).
- Si vous ne connaissez pas le sujet, laissez ce bandeau (vous pouvez alors contacter les auteurs).
- Si vous supprimez le contenu mis en cause (vous pouvez préalablement contacter les auteurs),

argumentez précisément cette suppression dans la page de discussion
(un manque de référence n'est pas un argument ; une recherche réelle de référence doit avoir été effectuée, être formellement documentée).
 (juillet 2012).
Si vous disposez d'ouvrages ou d'articles de référence ou si vous connaissez des sites web de qualité traitant du thème abordé ici, merci de compléter l'article en donnant les références utiles à sa vérifiabilité et en les liant à la section « Notes et références ».
La Maison Ackerman est une entreprise française de vins de Loire. Elle a été fondée en 1811 par Jean-Baptiste Ackerman à Saint-Hilaire-Saint-Florent près de Saumur (Maine-et-Loire). 

## Histoire

### Jean-Baptiste Ackerman: 1811-1866
Jean-Baptiste Ackerman est né à Bruxelles, le 24 juin 1790. Venu s'établir dans le négoce à Saumur, il s'y marie le 14 octobre 1829, avec Emelie ou Émilie Laurance. Simple négociant en vin, Jean-Baptiste Ackerman commercialise sous son nom les vins des Coteaux de Saumur. Il présente en 1838, à l’occasion de l’Exposition industrielle et commerciale d’Angers, ses premiers échantillons de vins de Loire champagnisés. Il participe aux expositions universelles de Paris de 1844 et de 1855. Il fait l’acquisition d’anciennes carrières de pierres de tuffeau, à Saint-Hilaire-Saint-Florent, pour y installer sa production de vin. À la fin des années 1850, Jean-Baptiste Ackerman lance la marque « Royal », déclinée en Dry et en Brut. À sa mort, son fils Louis-Ferdinand dirige l'entreprise. 

### Louis-Ferdinand Ackerman: 1866 - 1914
Louis-Ferdinand succède à son père en janvier 1866. Il installe des machines dans les caves pour accroître la cadence et la productivité. Il fait également l’acquisition de caves supplémentaires qu’il aménage en lieux de stockage. 
Il développe la Maison Ackerman-Laurance sur le marché international. En 1894, la Maison Ackerman-Laurance devient une Société Anonyme au capital de trois millions de Francs. En 1900, elle est rebaptisée Compagnie Générale des Vins Mousseux de Saumur. En décembre 1914, Louis-Ferdinand Ackerman meurt et son homme de confiance, Raymond de Luze, dirige l'entreprise.

### Raymond et Jacques de Luze: 1914-1956
En 1914, Raymond de Luze, directeur commercial, est nommé par le conseil d’administration directeur général de la société. Raymond de Luze aménage les caves et fait construire en façade des bâtiments pour la production et l’administration. Mais, face à la concurrence, la Maison Ackerman-Laurance perd des parts de marché.

### Jacques de Luze: 1945 - 1956
En 1945, Jacques de Luze succède à son père. Malgré les augmentations de capital, Jacques de Luze rencontre des difficultés.

### Maurice Rémy: 1956-1999
En 1956, Maurice Rémy, héritier de la maison de vin saumuroise Rémy-Pannier, prend le contrôle de la Maison Ackerman-Laurance. Maurice Rémy rachète l’ensemble des actions pour refondre le capital de l’entreprise et réorganiser sa gouvernance. Une nouvelle chaîne est mise en service en 1968. Maurice Rémy développe la publicité à travers la presse, la radio, le cinéma et le sponsoring sportif. 
Ackerman-Laurance est désormais filiale du Groupe Rémy-Pannier. Ackerman-Laurance emploie dans les années 1970 plus de trois cents salariés. 
En 1979, le Groupe Rémy-Pannier fait l’acquisition de la Maison De Neuville, spécialisé dans le vin effervescent. Dans les années 1980, Maurice Rémy prend une première fois sa retraite, puis il dirige de nouveau l’entreprise en 1989. Il rachète alors une maison de crémant d’Alsace. Mais groupe Rémy-Pannier subit des pertes financières. Maurice Rémy rachète l’unité de vinification du Vaudelanay, dans laquelle il avait déjà pris des parts. Et, sur le territoire de la commune de Chacé, il fait construire une unité de production, qui ouvre ses portes en 1995.
En 1999, Maurice Rémy décède et sa veuve, Denise Rémy, prend sa succession. En 2001, un regroupement de coopératives viticoles du Val de Loire rachète l’ensemble du groupe.

### Depuis 2001
Sous la direction de son nouveau directeur général, Bernard Jacob, la production sur le site d’origine est presque totalement abandonnée. 
L’entreprise est rebaptisée en 2009 Maison Ackerman.

## Indicateurs économiques
| Année de création            | 1811. |
| Principales marques          | Ackerman, Rémy-Pannier, De Neuville, Donatien Bahuaud, Monmousseau, Valentin Fleur.                                                      |
| Masse salariale              | 290 salariés. |
| Répartition de la production | 39 % de fines bulles (effervescents, Saumur Brut et crémants de Loire) et 61 % de vins tranquilles (rouges, rosés, blancs et liquoreux). |
| Exportations                 | 1er exportateur de vins ligérien, dans plus de 50 pays, 25 % du CA                                                                       |
| Chiffres d’affaires          | 80 millions d’euros en 2011. |
| France                       | 1er vinificateur de Loire toutes appellations confondues                                                                                 |